# 劇場版 とっとこハム太郎 ハムハムグランプリン オーロラ谷の奇跡 リボンちゃん危機一髪!
『劇場版 とっとこハム太郎 ハムハムグランプリン オーロラ谷の奇跡 リボンちゃん危機一髪!』（げきじょうばん とっとこハムたろう ハムハムグランプリン オーロラたにのきせき リボンちゃんききいっぱつ!）は、2003年（平成15年）12月13日に公開されたテレビアニメ『とっとこハム太郎』の劇場版第3作である。併映は『ゴジラ×モスラ×メカゴジラ 東京SOS』。

## 概要
本作ではテレビシリーズ本編に登場するリボンちゃんがヒロインとなり、彼女を巡ってハム太郎とハムクック海賊団が「ハムハムグランプリン」で対決する内容となっている。
過去作から引き続き登場するミニハムずについては、演じるミニモニ。が2003年3月にメンバーチェンジしたことから本作でも同様にメンバーが変更されている。また、前作に出演した安倍なつみがゲストキャラクターのプリンちゃん役で出演し、挿入歌も担当する他、ハロー!プロジェクト以外の特別出演として芸人のダンディ坂野が起用されている。
前売り券購入特典として、先着で「モスハムくん」、入場者には「ゴジハムくんキーチェーン」がプレゼントされた。

## あらすじ
舞台は雪の国・「オーロラ谷」。長らく雪の降らない国を救うべく「スノー・プリンセス」として連れ去られたリボンちゃん。ところが、それを妨害する寒いのが苦手な海賊ハム・ハムクックとその子分たちに誘拐されてしまう。リボンちゃんを助けに向かうハムちゃんず。
ハムクックはリボンちゃんを人質に取り、ハム太郎に「リボンちゃんを返してほしければ、オーロラ谷で開催される『ハムハムグランプリ』で優勝しろ」と勝負を挑む。はたして、ハム太郎はハムクックに勝ってリボンちゃんを取り戻せるのだろうか？

## 登場キャラクター

### ハムちゃんず
ハム太郎
声 - 間宮くるみ
こうしくん
声 - 愛河里花子
タイショーくん
声 - 伊藤健太郎
リボンちゃん
声 - 村井かずさ
本作品のヒロインでキーパーソン。オーロラ谷を救うプリンセスとしてプリンちゃんに連れ去られた挙句、オーロラ谷に雪を降らせることを良しとしないハムクック海賊団に拉致されてしまう。料理上手な面もあり、ひもじいハムクック達に料理をごちそうしている。
マフラーちゃん
声 - 佐久間レイ
ちび丸ちゃん
声 - 的井香織
まいどくん
声 - 杉本ゆう
めがねくん
声 - 鈴木千尋
のっぽくん
声 - 本田貴子
トラハムちゃん
声 - 池澤春菜
トラハムくん
声 - 宮田幸季
かぶるくん
声 - 内川藍維
パンダくん
声 - 斉藤祐子
ねてるくん
声 - 杉本ゆう
トンガリくん
声 - 浅川悠

### その他ハムスター
にじハムくん
声 - 田口宏子
ゲーム『とっとこハム太郎4 にじいろ大行進でちゅ』およびOVA第3作に登場した、虹の国の王子。前記の作品の出来事を踏まえ、本作ではハム太郎とは既に面識がある。
ハム太郎とハムクックの窮地に現れ、彼らを助けた。

### 人間・その他
ロコちゃん
声 - 池澤春菜
冒頭とエピローグに登場。冒頭ではハム太郎にある物語を話すも途中で出かけてしまう。エピローグで日記を書いている最中に物語が途中だった事を思い出し、その続きを話す。
本編では彼女の話した物語の内容は部分的にしか描かれていないが、公式ファンブックでその全貌が明かされている。
どんちゃん
声 - 愛河里花子
カナちゃん
声 - 内川藍維

### その他のキャラクター
DJハム
声 - バナナ・アイス
板前ハム&すっしーず
声 - 小杉十郎太
ミニハムず
声 - ミニモニ。
過去2作品からメンバーが変更され、ぐっちゃん（声 - 矢口真里）が卒業し、たかはし（声 - 高橋愛）が新メンバーとして加わった。

### 本作のオリジナルキャラクター
プリンちゃん
声 - 安倍なつみ
オーロラ谷にある氷の神殿に仕える妖精。銀髪の人間の姿とハムスターの姿を使い分けられる。ハムスター時は「なっちーの」が口癖。
グランくん
声 - 水島裕
オーロラ村に住んでいる。泣き虫で、いつも目に涙を浮かべている。ハムハムグランプリンの司会を務める。
ゲッツハム
声 - ダンディ坂野
ハムハムグランプリンを応援する。「ゲッツ」のセリフとポーズをよくやる。
村人ハム
声 - 小河正史

#### ハムクック海賊団
お宝を狙って世界中を旅するハムスターの海賊団。宝を探しにオーロラ谷に来ていたが、南国育ちで寒さに弱いため、雪を降らせるために呼ばれたスノープリンセスのリボンちゃんをさらう。全員唇が厚いのが特徴。
本作の公開翌年に発売されたゲーム作品『とっとこハム太郎 ハムハムスポーツ』にも登場する。
ハムクック
声 - 大塚明夫
ハムクック海賊団の船長。一見悪役のようだが根は優しく堂々とした戦いを見せたり、ハム太郎を助けたり、涙もろい一面もある。
リボンちゃんをかけてハム太郎にグランプリによる決闘を持ち掛け激突する。団員達がハムクックに勝たせようとしてハム太郎を妨害させようとした際には「きたねえマネするんじゃねえ!」と激怒し、これをきっかけにゴール直前に「俺の仲間達がレースの邪魔をしやがった」として自らを「反則負け」とし、ハム太郎に勝利を譲り渡した。また、「楽しかったし、お前（ハム太郎）の頑張りもっと見たかった」と語っている。
作中ではキザハムに「最近ダイエットさぼっている」と言われている（ハムクック本人は「サボッちゃいねえ、一日8分の6カロリーは守っていたぜ!」と言い返す）。
ドクハム
声 - 下山吉光
ハムクック海賊団の団員。団員の中で一番背が高く、サングラスをかけている。
ヒゲハム
声 - 宝亀克寿
ハムクック海賊団の団員。目が隠れるほどのふさふさな毛である。なお、ふさふさな毛の色は黒だが、『ハムハムスポーツ』は肌色に近い茶色になっている。
キザハム
声 - 小杉十郎太
ハムクック海賊団の団員。趣味はダーツ。
ハムキッド
声 - 上田祐司
ハムクック海賊団の団員。声が甲高く、団員の中で一番背が低い。

## 用語
オーロラ谷
異世界にある氷雪に閉ざされた世界。住民のハムスター達は長い体毛を持ち、寒さに強く暑さに弱い特性を持ち、既に絶滅したとも言われていた。近年では長く雪が降っていないた存亡の危機に陥っており、その窮地を救うことが出来るスノープリンセスを探し求めていた。

## 主題歌
オープニングテーマ「ハム太郎とっとこうた」
作詞 - 河井リツ子 / 作曲 - 河井リツ子 / 編曲 - 岩﨑元是 / 歌 - ハムちゃんず
本作よりアレンジが変更され、テレビシリーズとは異なるアレンジとなった。サウンドトラックでは「ハム太郎とっとこうた 〜オーケストラバージョン」のタイトルで収録。
エンディングテーマ「ミラクルルン グランプリン!」
作詞 - つんく / 作曲 - つんく / 編曲 - 高橋諭一 / 歌 - ミニモニ。（ミニハムず）
エンディング映像では過去作と同じく一般応募の絵が用いられるが、本作ではお題の絵が決められており、それに色を塗る形式となっている。
挿入歌「ピ〜ヒャラ小唄」
作詞 - つんく / 作曲 - つんく / 編曲 - 小西貴雄 / 歌 - 安倍なつみ（プリンちゃん）

## 映像ソフト
- 劇場版 とっとこハム太郎『ハムハムグランプリン オーロラ谷の奇跡 リボンちゃん危機一髪!』（2004年7月28日）規格番号 VHS：SSVX-60080、DVD：SSBX-2080